# GÜFA
Die GÜFA Gesellschaft zur Übernahme und Wahrnehmung von Filmaufführungsrechten mbH ist eine Verwertungsgesellschaft, die in Deutschland (Sitz der Gesellschaft ist Düsseldorf) die Aufführungs- und Vervielfältigungsrechte ihrer Mitglieder vertritt.
In ihrem Grundaufbau ist sie fast identisch mit der GEMA, jedoch sind die der GÜFA angeschlossenen Filmproduzenten, Urheber und Rechteinhaber überwiegend solche, die sich mit der Herstellung von erotischen und pornographischen Filmen beschäftigen.

## Tätigkeiten
Zum Tätigkeitsbereich der GÜFA gehören insbesondere:
- Inkasso bei der öffentlichen Wiedergabe von Filmen gegenüber den entsprechenden Geschäftsbetrieben
- Inkasso wegen Vermietung von Videofilmkassetten/Bildplatten/CD-I/CD-ROM/CD-Video (Multimediaproduktion) gegenüber den entsprechenden Geschäftsbetrieben, selbstständig und/oder mit anderen Verwertungsgesellschaften
- gemeinsames Inkasso wegen der Vergütung aus privaten Überspielungsrechten gegenüber der Geräteindustrie und Herstellern von unbespielten Bildtonträgern
- Einflussnahme auf geplante gesetzgeberische Maßnahmen
- Registrierung von Filmen
- Verfolgung von Videopiraten in Zusammenarbeit mit den jeweiligen Organisationen
- Auslandsaktivitäten
- Rechtevermittlung und Wahrnehmung im Internet im Zusammenwirken mit den entsprechenden Rechteinhabern

Die Mitgliedschaft in der GÜFA ist wie bei der GEMA freiwillig. Für Mitglieder gibt es verschiedene Vertrags- und Preismodelle, die denen der GEMA ähneln.
Die GÜFA schreibt für ihre Mitglieder zwingend vor, dass „das GÜFA-Emblem auf allen Videofilmkassettenumhüllungen, Videofilmschachteln (Covern), auf der Videofilmkassette selbst und im Vorspann des Films gezeigt werden muss!“
Ebenfalls muss im Vorspann und im Abspann der Urheber genannt werden „Copyright by ...“.
Zusätzlich schreibt die GÜFA bei Hardcore-Produktionen oder indizierten Filmen einen zusätzlichen Warnhinweis zwingend vor:
„Dieser Film darf Jugendlichen unter 18 Jahren weder angeboten, gezeigt, verkauft noch sonst irgendwie zugänglich gemacht werden.“ Dieser letztgenannte Text muss auf der Kassette selbst (Schmal- oder Breitseite) nebst dem GÜFA-Emblem, siehe oben, und als Vorspann (Leader) am Anfang des Films lesbar gezeigt werden.

## Auslandsaktivitäten
Schwestergesellschaften der GÜFA bzw. Kooperationspartner sind unter anderem aktiv in:
- Österreich (V.A.M.  Verwertungsgesellschaft für Audiovisuelle Medien)
- Niederlande (GÜFA Nederland)
- Lettland (SIA ATBALSS)
- Spanien (EGEDA Ciudad de la Imagen)
- Tschechien (Intergram)

## Geschichte
Die GÜFA wurde am 13. Dezember 1976 vom Deutschen Patentamt in München als Verwertungsgesellschaft nach dem Gesetz über die Wahrnehmung von Urheberrechten und verwandten Schutzrechten vom 9. September 1965 zugelassen. Das Patentamt erließ allerdings eine Auflage: „Die GÜFA hat in allen Verträgen mit den Filmverwertern, in allen Gesamtverträgen mit Verwertungsorganisationen sowie in sonstigem, an die Aufführer gerichteten, schriftlichen Material den deutlichen Hinweis aufzunehmen: ‚Die von der GÜFA erteilte Aufführungsgenehmigung entbindet nicht von der Beachtung des § 184 StGB und aller anderen, die öffentliche Vorführung von Sex-Filmen regelnden Rechtsvorschriften.‘“

## Kritik
Es gibt Kritik wegen ihrer niederländischen Tochtergesellschaft, deren Emblem auch auf Tierpornos prangen soll.